# Castile
Castile és una població dels Estats Units a l'estat de Nova York. Segons el cens del 2000 tenia 1.051 habitants.

## Demografia
Segons el cens del 2000, Castile tenia 1.051 habitants, 427 habitatges, i 284 famílies. La densitat de població era de 300,6 habitants/km².
Dels 427 habitatges en un 32,8% hi vivien nens de menys de 18 anys, en un 51,1% hi vivien parelles casades, en un 10,8% dones solteres, i en un 33,3% no eren unitats familiars. En el 29,3% dels habitatges hi vivien persones soles el 13,6% de les quals corresponia a persones de 65 anys o més que vivien soles. El nombre mitjà de persones vivint en cada habitatge era de 2,46 i el nombre mitjà de persones que vivien en cada família era de 3,02.
Per edats la població es repartia de la següent manera: un 25,7% tenia menys de 18 anys, un 9,7% entre 18 i 24, un 28,3% entre 25 i 44, un 21,3% de 45 a 60 i un 15% 65 anys o més.
L'edat mediana era de 38 anys. Per cada 100 dones de 18 o més anys hi havia 89,1 homes.
La renda mediana per habitatge era de 34.519 $ i la renda mediana per família de 42.019 $. Els homes tenien una renda mediana de 31.290 $ mentre que les dones 20.167 $. La renda per capita de la població era de 15.648 $. Entorn del 9,1% de les famílies i el 9,3% de la població estaven per davall del llindar de pobresa.